# Pedro Pablo Paredes

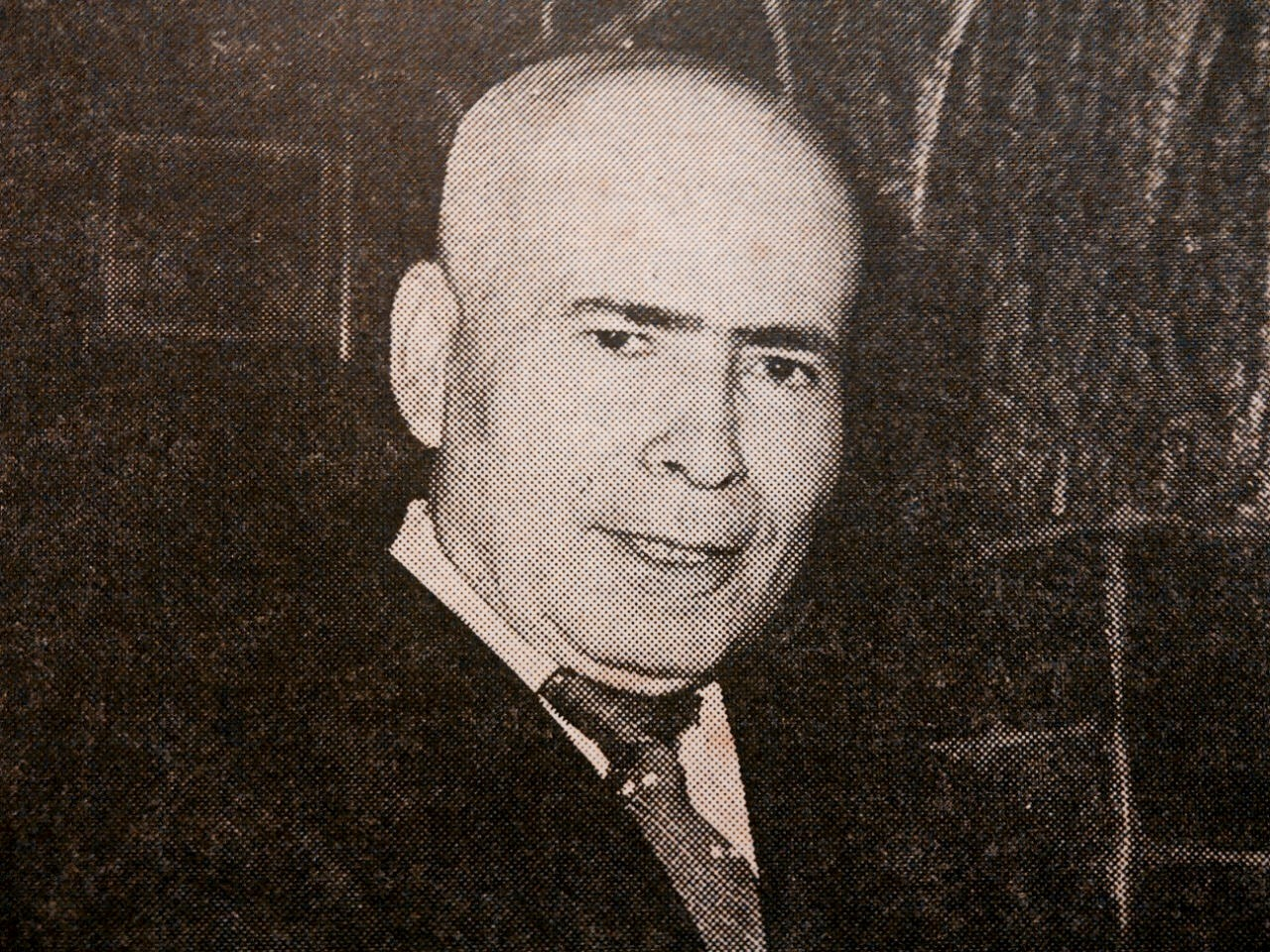
Pedro Pablo Paredes

Pedro Pablo Paredes (Estado de Trujillo, Venezuela 21 de enero de 1917 - 16 de agosto de 2009) periodista, profesor, pedagogo,poeta y ensayista venezolano.
En 1948 luego de un golpe militar se muda a Caracas. Allí se recibe de profesor de Castellano y Literatura, profesión en la que ejerce en el Liceo Simón Bolívar y la Universidad Católica del Táchira.   Trabaja como periodista para diferentes diarios de Venezuela (Fronteras, Diario Católico, La Nación) cubriendo noticias políticas, temas  económicos y culturales de Venezuela.
fue presidente de la Asociación de Escritores de Venezuela y del Salón de Lectura del estado Táchira. También obtuvo el Premio Nacional de Literatura, por consiguiente, es catalogado como uno de los mejores escritores del Táchira. proyecto su trabajo periodístico en «Diario La Nación. Al ser educador por vocación, sintió amor por el arte y la escritura, sobretodo en la realización de artículos críticos y de opinión.

## Obras
- El Soneto en Venezuela (1962)
- Emocionario de Laín Sánchez (1965)
- Calificaciones (1966)
- Leyendas del Quijote (1976)
- Antología de la Poesía Venezolana Contemporánea (1981)
- Pueblos del Táchira (1982)
- La Ciudad Contigo (1984)
- Bolívar Escritor (1984)
- A la luz de Bello (1998)
- Entre Patria y Patria (1999)
- Gavilla de Lumbres (2000)
- Colombia en el Corazón (2001)
- Pura Música (2002)
- la gran pucta